# Taractrocera luzonensis
Taractrocera luzonensis là một loài bướm ngày thuộc họ Bướm nhảy. Nó được tìm thấy ở tây nam Myanmar và miền bắc Thái Lan through Malaysia, Sumatra, Borneo và Philippines to Sulawesi và neighbouring islands.
Chiều dài cánh trước là 10.1-12.1 mm.

## Phụ loài
- Taractrocera luzonensis luzonensis (the Philippines)
- Taractrocera luzonensis zenia Evans, 1934 (Nam Miến Điện, Nam Thái Lan)
- Taractrocera luzonensis tissara Fruhstorfer, 1910 (Sumatra và các đảo về phía tây)
- Taractrocera luzonensis stella Evans, 1934 (Borneo và các đảo phụ cận)
- Taractrocera luzonensis dongola Evans, 1932 (Sulawesi và quần đảo Sula)
- Taractrocera luzonensis bessa Evans, 1949 (các đảo nam Sulawesi (Salayar, Tukanbesi, Tanahjampea) và có lẽ ở Nam Sulawesi)

## Hình ảnh

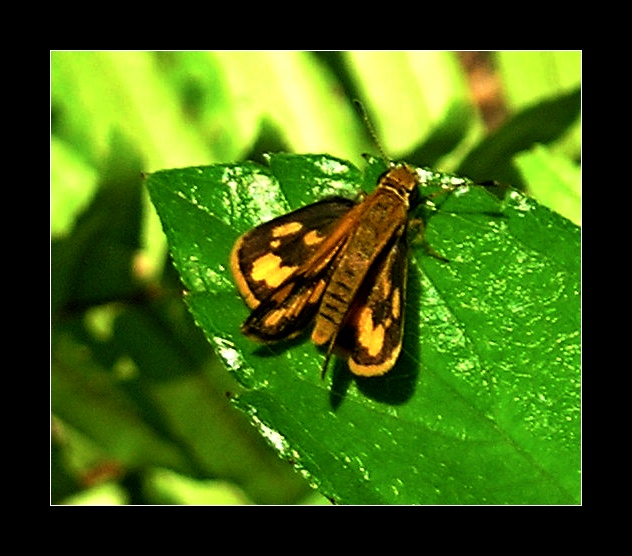